# Museo del Dinero de Feodosia
El Museo del Dinero de Feodosia (en ruso: Феодосийский музей денег; en ucraniano: Феодосійський музей грошей) se estableció el 15 de julio de 2003. La ceremonia de inauguración tuvo lugar el 22 de agosto de 2003. Las actividades del Museo del Dinero de Feodosia tienen como objetivo el estudio y la divulgación del conocimiento en relación con la monedas en Feodosia ya que de todas las ciudades de Ucrania esta puede presumir de hasta doce periodos de emisión de dinero.
El 31 de julio de 2005 se vio la solemne inauguración de la denominada "sala segura" en el Museo del dinero de Feodosia. En esta sala se expone dinero acuñado e impreso en Feodosia, desde la antigüedad hasta nuestros días, junto con las muestras de divisas que antes estaban en circulación a través de Ucrania y Crimea durante dos mil años, así como los objetos auxiliares.